# Nemaha County (Kansas)
Nemaha County ist ein County im Bundesstaat Kansas der Vereinigten Staaten. Der Verwaltungssitz (County Seat) ist Seneca. Das U.S. Census Bureau hat bei der Volkszählung 2020 eine Einwohnerzahl von 10.273 ermittelt.

## Geographie
Das County liegt im Nordosten von Kansas, grenzt im Norden an Nebraska, ist im Osten etwa 70 km von Missouri entfernt und hat eine Fläche von 1863 Quadratkilometern, wovon vier Quadratkilometer Wasserfläche sind. Es grenzt in Kansas im Uhrzeigersinn an folgende Countys: Brown County, Jackson County, Pottawatomie County und Marshall County.

## Geschichte
Nemaha County wurde am 30. August 1855 als Original-County aus freiem Territorium gebildet und gehört zu den ersten 33 Countys, die von der ersten Territorial-Verwaltung gebildet wurden. Benannt wurde es nach den Nemaha River. Am 30. Mai 1879 zog der Tornado Irving durch das County. Er erreichte die Stärke F4 auf der Fujita-Skala, was einer Windgeschwindigkeit von 333–419 km/h bedeutet, und hinterließ einen Pfad der Verwüstung von rund 700 m Breite und 160 km Länge. Dabei starben 18 Menschen und 60 wurden verletzt.
11 Bauwerke und Stätten des Countys sind im National Register of Historic Places eingetragen (Stand 30. August 2017).

## Demografische Daten

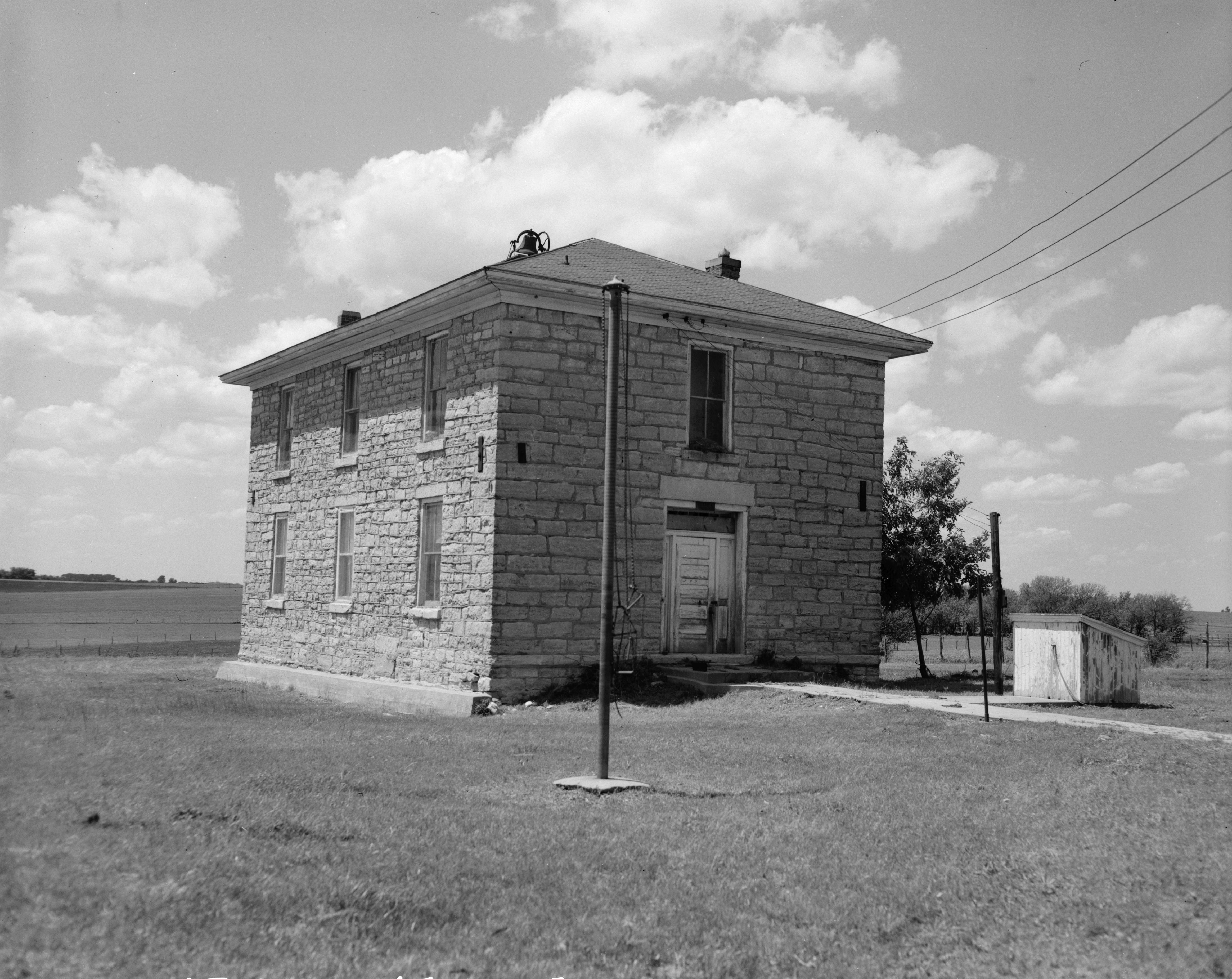
Old Albany Schoolhouse, gelistet im NRHP

Nach der Volkszählung im Jahr 2000 lebten im Nemaha County 10.717 Menschen in 3959 Haushalten und 2763 Familien im Nemaha County. Die Bevölkerungsdichte betrug 6 Einwohner pro Quadratkilometer. Ethnisch betrachtet setzte sich die Bevölkerung zusammen aus 98,35 Prozent Weißen, 0,49 Prozent Afroamerikanern, 0,23 Prozent amerikanischen Ureinwohnern, 0,10 Prozent Asiaten, 0,06 Prozent Bewohnern aus dem pazifischen Inselraum und 0,17 Prozent aus anderen ethnischen Gruppen; 0,60 Prozent stammten von zwei oder mehr Ethnien ab. 0,71 Prozent der Bevölkerung waren spanischer oder lateinamerikanischer Abstammung.
Von den 3959 Haushalten hatten 34,0 Prozent Kinder unter 18 Jahren, die mit ihnen gemeinsam lebten. 61,9 Prozent waren verheiratete, zusammenlebende Paare, 5,1 Prozent waren allein erziehende Mütter und 30,2 Prozent waren keine Familien. 28,0 Prozent aller Haushalte waren Singlehaushalte und in 16,0 Prozent lebten Menschen mit 65 Jahren oder darüber. Die Durchschnittshaushaltsgröße betrug 2,58 und die durchschnittliche Familiengröße betrug 3,20 Personen.
28,5 Prozent der Bevölkerung waren unter 18 Jahre alt. 6,0 Prozent zwischen 18 und 24 Jahre, 24,1 Prozent zwischen 25 und 44 Jahre, 19,4 Prozent zwischen 45 und 64 Jahre und 22,0 Prozent waren 65 Jahre alt oder älter. Das Durchschnittsalter betrug 39 Jahre. Auf 100 weibliche Personen kamen 97,0 männliche Personen. Auf 100 erwachsene Frauen ab 18 Jahren kamen 95,1 Männer.
Das jährliche Durchschnittseinkommen eines Haushalts betrug 34.296 USD, das Durchschnittseinkommen einer Familie betrug 41.838 USD. Männer hatten ein Durchschnittseinkommen von 28.879 USD, Frauen 19.340 USD. Das Prokopfeinkommen betrug 17.121 USD.
6,5 Prozent der Familien und 9,1 Prozent der Bevölkerung lebten unterhalb der Armutsgrenze.

## Orte im County
- America City
- Baileyville
- Bancroft
- Beckerville
- Bern
- Berwick
- Capioma
- Centralia
- Corning
- Fidelity
- Goff
- Granada
- Kelly
- Neuchatel
- Oneida
- Ontario
- Sabetha
- Saint Benedict
- Seneca
- Wetmore
- Woodlawn

Townships
- Adams Township
- Berwick Township
- Capioma Township
- Center Township
- Clear Creek Township
- Gilman Township
- Granada Township
- Harrison Township
- Home Township
- Illinois Township
- Marion Township
- Mitchell Township
- Nemaha Township
- Neuchatel Township
- Red Vermillion Township
- Reilly Township
- Richmond Township
- Rock Creek Township
- Washington Township
- Wetmore Township